# Ясырев
Ясырев — хутор в Волгодонском районе Ростовской области.
Входит в состав Рябичевского сельского поселения.

## Население
В 2010 году население хутора составляло 784 человека.

## Улицы
- ул. Доенко,
- ул. Мира,
- ул. Новая,
- ул. Победы,
- ул. Северина,
- ул. Советская,
- пер. Центральный.